# Кан Гам Чхан
Кан Гам Чхан (22 декабря 948 — 9 сентября 1031) — корейский военачальник в средневековом государстве Корё. Несмотря на то, что он был профессиональным учёным и государственным служащим, Кан Гам Чхан больше известен своими военными победами во время Третьей Корё-киданьской войны.
Организовал в 1010 году оборону Кёгэна, хотя среди знати царили капитулянтские настроения. В итоге кидани отступили и ограничились формальным признанием Корё своей вассальной зависимости. В конце 1018 года, перед очередным вторжением киданей, Корё под руководством Кан Гам Чхана заранее подготовилось к войне, в результате 100-тысячное войско киданей в решающем сражении под Куджу было практически полностью уничтожено.